# Pepepiris
Pepepiris (grec antic: Πεπαιπιρίς, llatí: Pepaepiris) va ser una reina del Bòsfor Cimmeri, que es va casar amb el rei Sauromates I (que va regnar del 93 al 123). Només és coneguda per algunes monedes.